# Milena Pavlović-Barili
Milena Pavlović-Barili (cirílico sérvio: Милена Павловић-Барили) (Požarevac, 5 de novembro de 1909 - Nova Iorque, 6 de março de 1945) foi uma pintora e poetisa da Sérvia. Ela é a artista feminina mais notável do modernismo sérvio.